# Економіка, заснована на часовому факторі
Еконо́міка, засно́вана на часово́му фа́кторі (ЕЧФ) — теорія про економічну систему, в якій основою визначення коефіцієнтів обміну (вартості), розміру податків, величини зарплати є робочий час (службові години). Саме опора на фактор часу відрізняє ЕЧФ від більшості інших економічних систем.
ЕВФ виходить із уявлень, що сучасні економічні системи спираються на чинники, які мають різне значення для різних людей (наявність капіталу, володіння правом власності на земельну ділянку, законодавчо закріплена чи природна монополія тощо). Комусь обов'язково доводиться пристосовуватися до правил, які влаштовують інших без жодних змін. Для когось ці умови обов'язково будуть несправедливими. Прихильники ЕВФ вважають, що причиною несправедливості в сьогоднішніх системах є відсутність постійних правил ведення економіки та встановлення цін. Припускається, що недоліки сучасних систем можна було б усунути, якби основою економіки стали закони природи. Час є об'єктивним показником, його тривалість неможливо регулювати чи змінювати політичними рішеннями. Це дозволяє вважати такий показник найсправедливішою основою економічної системи.

## Історія
Згадки про суспільну систему, засновану на рівному обміні робочого часу, можна зустріти у Джона Френсіса Брея. Його роботу «Несправедливості щодо праці та засоби до їх усунення» (1839) цитував К. Маркс, зазначаючи, що:
У Лондоні, Шеффілді, Лідсі та багатьох інших містах Англії засновано equitable-labour-exchange-bazars [базари для справедливого обміну продуктів праці]. Поглинувши значні капітали, всі ці базари зазнали скандального банкрутства. Це назавжди відбило від них охоту в цих людей.— див.: «Злидні філософії», К. Маркс, Ф. Енгельс
Періодично з'являються проєкти безпосередньої прив'язки розрахункових одиниць до робочого дня. В СРСР був трудодень. Сучасними прикладами є ітакська година, різні «банки часу».
1976 року член народної партії Швеції Андерс Ґернант ставив на голосування в риксдазі пропозицію про впровадження часового податку, але пропозицію відхилили.

## Мета
Основною метою ЕЧФ є заміна рентної системи встановленими за виконані роботи нормативними платежами, які залежать від часу (є математичними функціями, аргументом яких є «час»). За принципами ЕЧФ, капітал не може зростати з часом без здійснення праці, тривалість якої відповідатиме його збільшенню.
Ще одна мета ЕЧФ — пов'язати вартість капіталу з якоюсь об'єктивною фізичною основою, як розмір і вага пов'язані з фізичними поняттями «відстань» та «маса». За задумом авторів, такий підхід має ускладнити або навіть унеможливити шахрайство та спекуляцію.

## Критика
ЕЧФ критикували за те, що вона надто теоретична, щоб працювати в реальності; що виходить із того, що у всіх оподатковуваних є робота. Також ця теорія не вказує на об'єктивну основу для адекватного обліку відмінностей у кваліфікації та якості працівників, ефективності їх праці, що може створювати хибні стимули.